# Tranøya
Tranøya es una isla del municipio de Tranøy en la provincia de Troms, Noruega. Se localiza en el Solbergfjorden, a 1 km al sur de la isla de Senja. Tiene una superficie de 1,18 km² y está deshabitada. En una granja se asienta la iglesia de Tranøy y hay un museo en ese terreno.